# Kopfing im Innkreis
Kopfing im Innkreis – gmina targowa w Austrii, w kraju związkowym Górna Austria, w powiecie Schärding. Według danych Austriackiego Urzędu Statystycznego liczyła 1946 mieszkańców (1 stycznia 2015).